# 巴西平腹脂鯉
巴西平腹脂鯉，為輻鰭魚綱脂鯉目脂鯉亞目脂鯉科的其中一個種。分布於南美洲巴拉圭河上游流域，體長可達4.7公分，棲息在水質清澈且流動緩慢的水域，生活習性不明。